# Dajr Hafir
Dajr Hafir (arab. ‏دير حافر‎) – miasto w Syrii, w muhafazie Aleppo. W spisie z 2004 roku liczyło 18 948 mieszkańców.

## Historia
Podczas syryjskiej wojny domowej miejscowość była okupowana przez samozwańcze Państwo Islamskie. Siły Zbrojne Syrii wyzwoliły Dajr Hafir 24 marca 2017.